# Радио Канада
«Радио Канада» (англ. Radio Canada International, сокр. RCI) — канадская международная радиостанция, принадлежащая Канадской телерадиовещательной корпорации (Canadian Broadcasting Corporation, сокр. CBC). В своих передачах на зарубежные страны особое внимание радиостанция уделяла происходящему в Канаде. В мире о Канаде говорят мало, поэтому RCI должно было заполнять этот пробел.

## История
Запущена 25 февраля 1945 года. В 1961 году прекратила вещание в направлении Западной Европы на итальянском, нидерландском, датском, шведском и норвежском языках (на финском вещание было прекращено ещё в 1955 году). До 1970 года была известна как «CBC International Service». В ранние годы её также иногда называли «Голосом Канады» (Voice of Canada). В 1991 году прекратила вещание в направление Восточной Европы на немецком, польском, чешском, словацком и венгерском языках. В июне 2012 года, спустя 67 лет после начала, коротковолновое вещание было прекращено, и радиостанцию теперь можно слушать только в Интернете и только на пяти языках вместо 14-ти, на которых она вела трансляции в 1990 году.

## Русское вещание
Русское вещание Международного канадского радио (Radio Canada International — RCI) с 26 июня 2012 года было закрыто, а все трансляции службы на коротких волнах, спутниках и в интернете  прекращены.

## Иноязычное вещание
| язык                      | начало               | прекращено     | возобновлено                 |
| арабский                  | 2000                 | -              | -                            |
| севернокитайский          | 1988                 | -              | -                            |
| чешский                   | 1946 (см. словацкий) | 25 марта 1991  | -                            |
| датский                   | 1946                 | 4 марта 1961   | -                            |
| голландский               | 1946                 | 4 марта 1961   | -                            |
| английский                | 25 December 1944     | -              | -                            |
| финский                   | декабрь 1950         | 29 января 1955 | -                            |
| французский               | 25 декабря 1944      | -              | -                            |
| франкокреольский          | 1989                 | 2001           | -                            |
| немецкий                  | декабрь 1944         | 25 марта 1991  | -                            |
| венгерский                | январь 1951          | 25 марта 1991  | -                            |
| японский                  | 1988                 | 25 марта 1991  | -                            |
| итальянский               | январь 1949          | 4 марта 1961   | -                            |
| норвежский                | 1947                 | 4 марта 1961   | -                            |
| польский                  | январь 1951          | 25 марта 1991  | -                            |
| бразильский португальский | 6 июля 1947          | 25 марта 1991  | 2004; прекращено 10 мая 2012 |
| русский                   | январь 1951          | 10 мая 2012    | -                            |
| словацкий                 | январь 1951          | 25 марта 1991  | -                            |
| испанский                 | 6 июля 1947          | -              | -                            |
| шведский                  | 1946                 | 4 марта 1961   | -                            |
| украинский                | 1 июля 1952          | 2009           | -                            |